# Dominic Paquet
Dominic Paquet est un humoriste québécois né le 10 septembre 1975 à Kirkland. Il est diplômé de l'École nationale d'humour en 1998.
L'humoriste pratique un style de stand-up aux influences américaines. Il joue donc plusieurs personnages mais en général sans costumes. Il est reconnu notamment pour ses prouesses vocales et les nombreux visages qu'il fait en spectacle. Il se dit «enfant dans un corps d'adulte» ce qui lui permet de garder cette créativité que l'on perd en grandissant.

## Biographie
Il a deux sœurs, Sonia et Karine.
En 2006, il lance son premier one-man-show (éponyme). Ce spectacle lui vaut une nomination dans la catégorie Révélation de l'année au Gala des Oliviers en 2006, et trois nominations en 2007 dans les catégories Spectacle d’humour de l’année, Auteurs de l’année et Jeu et performance de l’année.
Il présente son deuxième one-man-show Paquet voit le jour en automne 2010. C'est Michel Courtemanche qui fait la mise en scène. Le spectacle se termine le 24 octobre 2012 et aura été vu par 70 000 spectateurs en 150 représentations.
Depuis 2012, il est porte-parole pour le Défi têtes rasées de Leucan,, un OSBL venant en aide aux enfants atteints de cancer.
Il participe à l’émission de radio À la semaine prochaine diffusée à ICI Radio-Canada Première. Il y est depuis la saison 6 (2013), à la suite du remplacement de Pierre Brassard.
En avril 2015, il lance son troisième one-man-show Rien qu's'une gosse. Ce spectacle est mis en scène par Réal Béland. Il est nommé dans quatre catégories au Gala des Olivier: Spectacle de l'année et Auteurs de l'année en 2016 ainsi que Meilleur vendeur et Olivier de l'année en 2017. Le spectacle se clôt en 2019 après avoir vendu 220 000 billets en 350 représentations.
En automne 2019, on annonce que Dominic Paquet repartira en tournée en mai 2020 pour lancer son quatrième one-man-show Laisse-moi partir.
Récemment, il utilise ses talents de comédiens pour se déguiser et piéger les gens en gardant l'incognito. Il joue plusieurs dizaines de personnages excentriques pour son émission Mets-y le paquet qui passe au canal V et sur le site web ICI TOU.TV. En 2022, deux ans après l'arrêt des tournages, il reprend son rôle pour la quatrième saison de la télésérie.
Depuis février 2020, on peut le voir sur le web dans la comédie La Maison-Bleue, une télé-série fictive dans laquelle un Québec post-référendaire avait voté Oui en 1995. Il incarne le personnage de Stéphane Paquet, un fidèle garde du corps du président de la République du Québec, Jacques Hamelin.

## Carrière

### Spectacles d'humour
- Spectacle « Laisse-moi partir »[15]

### Cinéma
- 2024 : Tous toqués! de Manon Briand : Michel
- 2025 : LOL : Qui rira le dernier? Saison 3 (Québec)[16]